# Wet-Lerdo

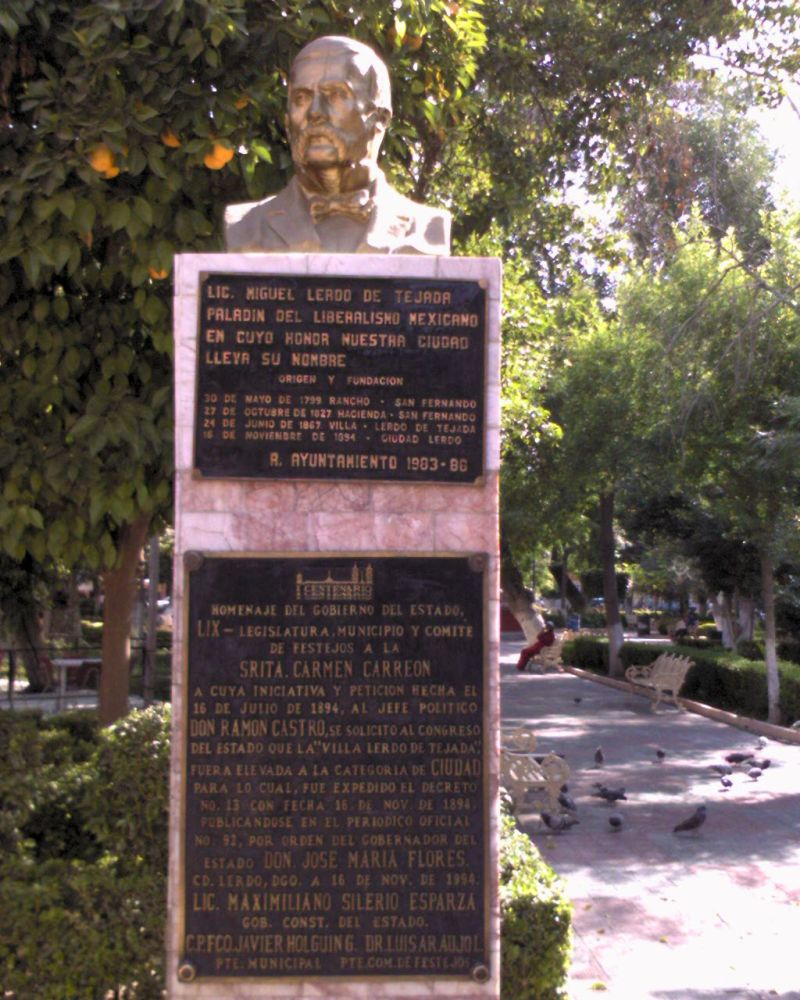
standbeeld voor Miguel Lerdo

De Wet op de Onteigening van Landelijke en Stedelijke Landgoederen (Spaans: Ley de Desamortización de Fincas Rústicas y Urbanas), beter bekend als de Wet-Lerdo (Spaans: Ley Lerdo), was een Mexicaanse wet uit 1856 die voorzag in de onteigening van kerkelijke en gemeenschappelijke eigendommen. De wet is genoemd naar haar indiener, de liberale minister van haciënda Miguel Lerdo de Tejada.
De wet-Lerdo betekende het einde van de ejidos, de gemeenschappelijke dorpsgronden die al bestonden voor de Spaanse verovering. Een reden waarom de ejidos werden afgeschaft was omdat het niet in de liberale opvattingen over grondeigendom paste. Bovendien hoopte men dat de opbrengst zou verhogen wanneer de gronden privaat bezit zouden worden, en dat het zou bijdragen bij de emancipatie van de indianen.
Hoewel de arme boeren die voorheem ejido's bewerkten voorkeursrecht kregen toen de ejido's onteigend en geveild werden, kon toch niet voorkomen worden dat grootgrondbezitters zich het grootste deel wisten toe te eigenen. Het waren voornamelijk indianen die de ejidos bewerkten, en nu zonder land kwamen te zitten. Terwijl de wet deels bedoeld was om indianen wettelijk gelijk te stellen aan andere inwoners, had het juist tot gevolg dat de indianen alleen maar slechter af waren. De Wet-Lerdo wordt dan ook weleens de 'tweede verovering' genoemd.
Onder de Wet-Lerdo werden alle bezittingen die niet direct voor religieuze doeleinden gebruikt werden onteigend en per opbod verkocht. Dit werd deels gedaan om inkomsten te genereren om zo schulden af te betalen en deels om werk te maken van de secularisering van Mexico; de liberalen hoopte dat de Rooms-Katholieke Kerk ook haar politieke macht kwijt zou raken als haar economische macht gebroken zou zijn. De kerk reageerde. Paus Pius IX veroordeelde de wet en Lerdo, en gaf aan de Mexicaanse regering niet te erkennen. De bisschop van Puebla riep op tot omverwerping van de regering, en het federale leger werd naar Puebla gestuurd om de opstand te kop in te drukken. Ook in andere delen van het land braken rellen uit.
Door de politieke en militaire onrust in Mexico zou het nog tot 1867 duren voordat voor het eerst werk kon worden gemaakt van de uitvoering. Zoals al na de invoering merkbaar was ondervond de wet veel weerstand. De wet werd door Lerdo voorgesteld als oplossing van al Mexico's problemen, maar de meeste historici zijn het er over eens dat de wet geen succes is geweest. Wel wordt de wet-Lerdo gezien als een belangrijke stap in de modernisering en liberalisering van Mexico.